# CLP Group
CLP Group (kinesisk: 中電集團) og dets moderselskab, CLP Holdings Ltd (HKEX: 0002) (kinesisk: 中電控股有限公司), også kendt som China Light and Power Company, Limited (nu CLP Power Hong Kong Ltd., kinesisk: 中華電力有限公司), er et elselskab fra Hongkong. Virksomheden blev etableret i 1901 som China Light & Power Company Syndicate, og virksomhedens kerneforretninger er fortsat elproduktion, transmission og salg af elektricitet. Det har også forretninger i flere asiatiske markeder samt EnergyAustralia i Australien. Det er et af de to vigtigste elselskaber i Hongkong, hvor det andet er Hongkong Electric Company.

## Historie
Virksomheden er etableret i Hongkong i 1901 som China Light & Power Company Syndicate med kapital stillet til rådighed af Shewan Tomes and Company og Kadoorie-familien. I 1919 havde virksomheden etableret et kraftværk og forsynede gadelygterne i Kowloon med elektricitet.
Kadoorie-familien tilsluttede sig CLPs bestyrelse i 1930 og har i dag fortsat kontrol med virksomheden.
I 1983 etablerede virksomheden et 25/75 joint venture med Guangdong Nuclear Power omkring byggeriet og driften af Daya Bay Nuclear Power Plant.
6. januar 1998 erstattede CLP Holdings Limited China Light & Power Company, Limiteds funktion som holdingselskab og det nye holdingselskab blev børsnoteret på Hong Kong Stock Exchange.

## Markeder udenfor Hongkong
I de senere år har CLP søgt at udvide udenfor moderlandet Hongkong, hvilket er sket gennem fusioner og opkøb. Markeder udenfor Hongkong inkluderer Australien, Indien, Kina, Sydøstasien og Taiwan.
Perioden fra 1996 til 2005 var præget af fem virksomhedsovertagelser. I 1996 blev Taiwan Cement Corporation opkøbt; i 1998 fik selskabet delejerskab af Thai Electricity Generating Public Co Ltd; og i 2001 Australian Yallourn Energy. I 2005 blev ekspanderet yderligere i Australien med opkøb af TXU Merchant Energy. I 2002 blev overtaget det indiske selskab Gujarat Paguthan Energy Corporation Private Limited.

## Kraftværker
CLP har en række kraftværker i Asien. De fleste er enten kulkraftværker eller olie- og eller gaskraftværker. Desuden drives kernekraftværker, solkraftværker og vindkraftværker.

### Hongkong
I Hongkong findes Black Point kraftværk, Castle Peak kraftværk, og Penny's Bay kraftværk.

### Kina
CLP har to kraftværker i Guangdong-provinsen, Daya Bay kernekraftværk og Guangzhou Pumped Storage kraftværk i Conghua i Guangzhou. I Guangxi-provincen drives Fangchenggang kraftværk.

### Indien
CLP kraftværker i Indien inkluderer Gujarat Paguthan Energy Corporation's former station og et kulkraftværk i Jhajjar i Haryana.
Desuden drives en række vindmølle-lokaliteter.

### Australien
EnergyAustralia er et 100 % ejet datterselskab til CLP og er en af Australiens største energivirksomheder. EnergyAustralia producerer strøm fra kul, gas, vedvarende energiressourcer og sælger elektricitet og gas på 5.662 MW til over 2,8 mio. kunder i Victoria, South Australia, New South Wales, the ACT og Queensland.

### Sydøstasien og Taiwan
CLP begyndte sin tilstedeværelse i Sydøstasien og Taiwan i begyndelsen af 1990'erne. Investeringerne består af Ho-Ping kulkraft i Taiwan og Lopburi solkraft i Thailand. Der udvikles to kulkraftværker i Vietnam.